# Lijst van burgemeesters van Kessel
Dit is een lijst van burgemeesters van de voormalige Nederlandse gemeente Kessel in de provincie Limburg. Sinds 2010 maakt Kessel deel uit van de nieuwe gemeente Peel en Maas.
| Ambtsperiode                    | Naam burgemeester                   | Partij of stroming | Bijzonderheden                                                          |
| ------------------------------- | ----------------------------------- | ------------------ | ----------------------------------------------------------------------- |
| 18?? - 1828                     | Jozef (J.L.W.) le Brun              |                    | eerder schout                                                           |
| 1829 - 1836                     | Herman (H.) van Wylick              |                    |                                                                         |
| 1836 - 1854                     | Jakob (J.J.A.) van Wylick           |                    | in 1836 benoemd door de koning van België; zoon van zijn voorganger     |
| 1854 - 1884                     | Herman (J.H.) van Wylick            |                    | zoon van H. van Wylick; broer van zijn voorganger                       |
| 1884 - 1896                     | E.J. Stox                           |                    |                                                                         |
| 1896 - 1914                     | J.W.J. Janssen                      |                    |                                                                         |
| 1914 - 1940                     | A.F.M.H. Haffmans                   |                    |                                                                         |
| 1941 - 1942                     | Frans (F.A.A.H.) Breekpot           |                    |                                                                         |
| 1942 - 1944                     | H.M. Goossens                       |                    |                                                                         |
| 1944 - 1944                     | G.J. Schoonhagen                    |                    |                                                                         |
| 1944 - 1951                     | F.A.A.H. Breekpot                   |                    | aanvankelijk waarnemend                                                 |
| 1952 - 1968                     | W.J. Wuts                           |                    |                                                                         |
| 1968 - 1974                     | Sjaak (J.M.M.J.) Vennekens          | KVP                |                                                                         |
| 1974 - 1985                     | Frans (F.A.W.) Jacobs               | KVP / CDA          | tevens burgemeester van Neer, later burgemeester van Hulst en Veldhoven |
| 1985 - 1990                     | Frits (G.M.H.J.) Kirkels            | CDA                | waarnemend, tevens burgemeester van Meijel                              |
| 1990 - 1997                     | Noor (L.C.F.) van den Heuvel-Planje | VVD                |                                                                         |
| 1997                            | Bert (L.M.) Oord                    | PvdA               | waarnemend                                                              |
| 1997 - 5 juni 2001              | Stefan (S.W.Th.) Huisman            | VVD                |                                                                         |
| 6 juni 2001 - 2 januari 2002    | Theo (Th.F.M.) Rongen               | CDA                | waarnemend                                                              |
| 2 januari 2002 - 7 januari 2009 | Boy (A.H.J.M.) Swachten             | VVD                |                                                                         |
| 2009                            | Lodewijk (L.M.M.H.) Imkamp          | D66                | waarnemend                                                              |